# Torpedobomber

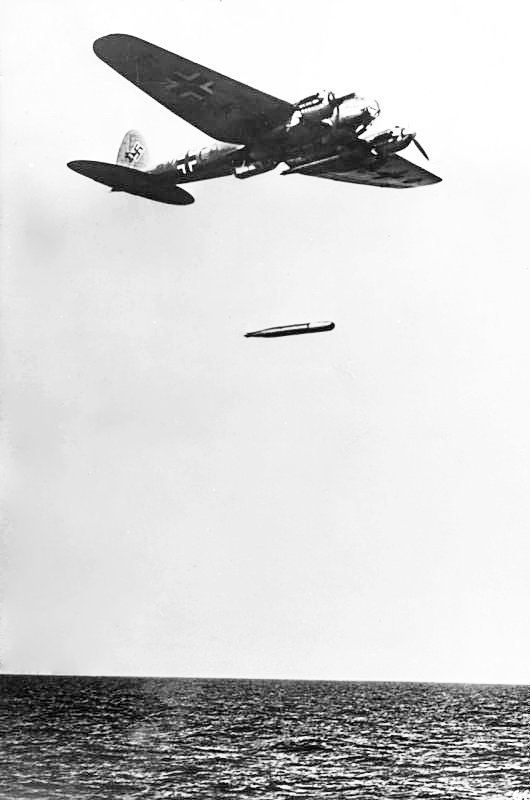
Torpedoangriff einer Heinkel He 111

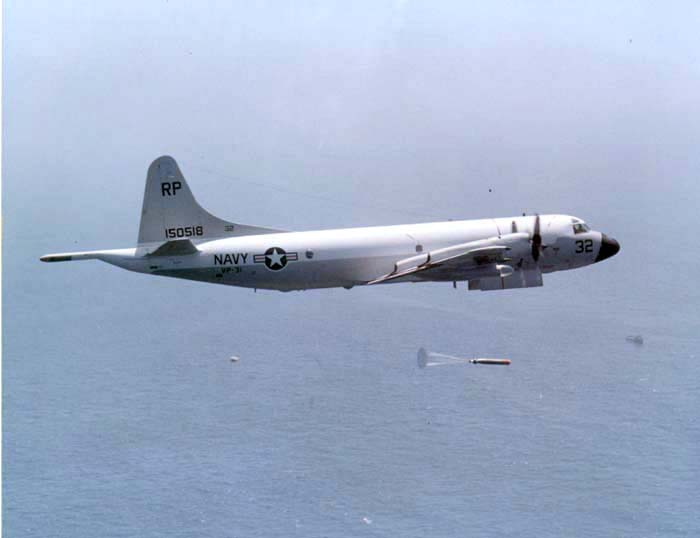
Lockheed P-3 bei einer U-Jagd-Übung

Ein Torpedobomber ist ein Militärflugzeug, das in der Lage ist, Torpedos zu transportieren und mit diesen Schiffsziele anzugreifen.

## Geschichte
Die Short 184 war ein britischer Torpedobomber im Ersten Weltkrieg. Es war das erste Flugzeug, das ein Schiff mit einem Torpedo versenkte: Am 17. August 1915 startete Flight Commander Charles Humphrey Kingsman Edmonds mit einer Short 184 vom Flugzeugmutterschiff Ben-my-Chree und versenkte ein türkisches Handelsschiff mit einem 14-Zoll-Torpedo (entsprechend 356 mm).
Bereits im Herbst 1915 wurden mit dem Heeresluftschiff P IV (Parseval PL 16) in Berlin-Biesdorf Torpedogleiter-Versuche von der Firma Siemens-Schuckert unternommen. Später folgten ebenfalls in Biesdorf Versuche mit dem Parseval-Luftschiff PL 25. Im Sommer 1917 wurden bei Hannover (Lufthafen Vahrenwalder Heide) mit dem Heeresluftschiff Z XII (LZ 26) Torpedogleiter abgeworfen und ferngesteuert. Die Marineluftschiffe L 25 (ex Heeresluftschiff LZ 88) und L 35 unternahmen ebenfalls vom Sommer 1917 an bis zum Kriegsende 1918 Versuche mit Torpedogleitern an verschiedenen Orten, unter anderem auf dem Zentralluftschiffhafen Jüterbog. Der letzte Abwurf eines Siemens-Schuckert-Torpedogleiters erfolgte am 2. August 1918. Der Gleiter wog 1.000 kg, flog 7,6 km weit und wurde aus 1.200 Meter Höhe abgeworfen. Beim Waffenstillstand im November 1918 hatte Siemens-Schuckert gerade eine neue Versuchsserie in Nordholz begonnen. Es ging dabei um das Riesenflugzeug R VIII (auch von Siemens-Schuckert gebaut), es kam aber nicht mehr zu irgendwelchen Abwürfen. Siemens-Schuckert baute bis November 1918 etwa 100 Torpedogleiter. Die Marine nutzte zudem in ihren Torpdeofliegerstaffeln die Hansa-Brandenburg GW.

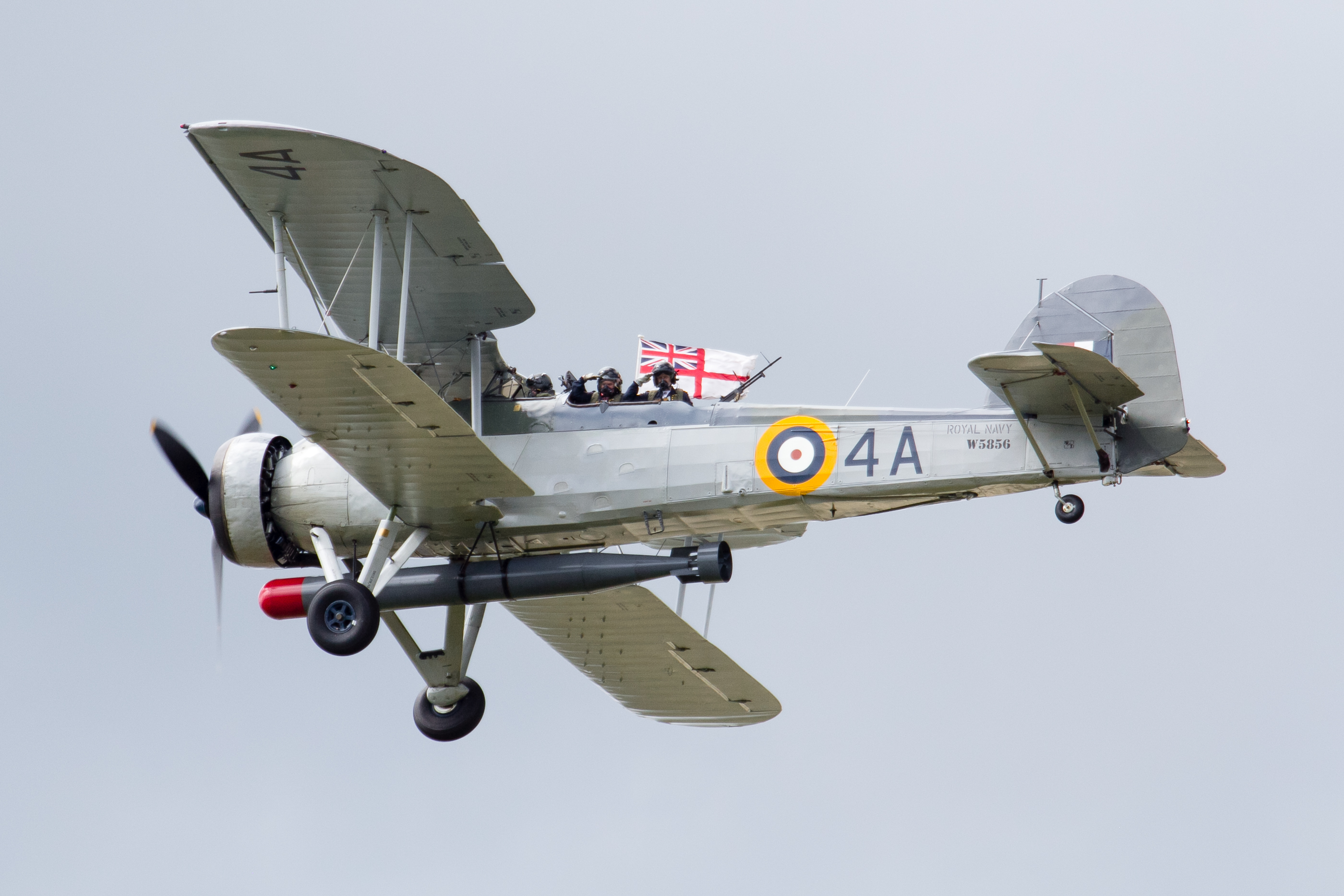
Fairey Swordfish mit untergehängtem Torpedo.

Die ersten Bomber dieser Art wurden zwischen den beiden Weltkriegen hergestellt. Der britische Doppeldecker Fairey Swordfish war einer der bekanntesten. 1934 entwickelt, spielte er im Zweiten Weltkrieg eine große Rolle: Das Schlachtschiff Bismarck wurde durch seine Torpedos manövrierunfähig gemacht, die italienische Flotte wurde durch einen Torpedobomberangriff im Hafen von Tarent entscheidend geschwächt. Auch im Pazifik kamen die Flugzeuge, hier vor allem japanische Mitsubishi G4M Hamakis und amerikanische Grumman TBF Avengers, zum Einsatz, vor allem in der Schlacht um Midway sowie bei der Versenkung der Yamato.
Nach dem Zweiten Weltkrieg verlor dieser Flugzeugtyp durch die Einführung wirksamer radargesteuerter Flugabwehrgeschütze sowie die Entwicklung von Raketen und Marschflugkörpern für Angriffe gegen Seeziele schnell an Bedeutung. Lediglich zur U-Jagd werden heute noch Torpedos von Flugzeugen abgeworfen. Allerdings wird diese Aufgabe inzwischen meist von Hubschraubern wahrgenommen.

## Liste von Torpedobombern (Auswahl)
- Aichi B7A Ryūsei
- Blackburn Dart
- Bristol Type 156 Beaufighter
- Douglas TBD Devastator
- Fairey Swordfish
- Fairey Barracuda
- Fairey Albacore
- Grumman TBF Avenger

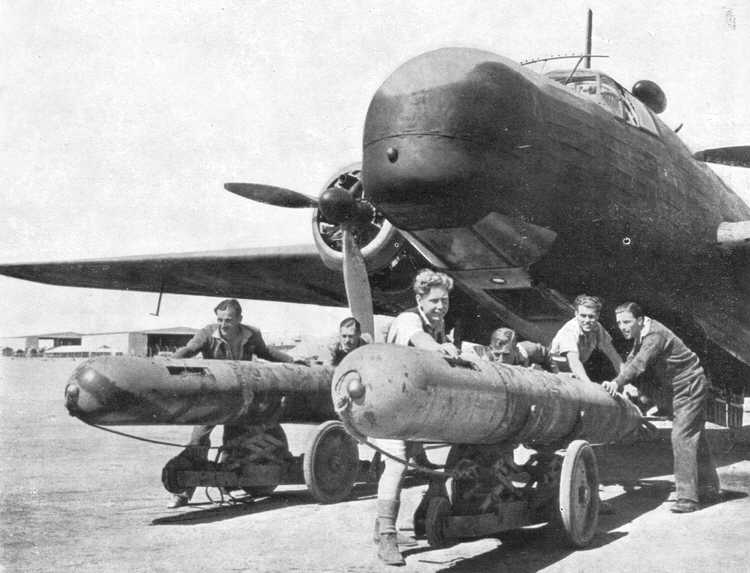
Vickers Wellington wird mit zwei Mark VIII beladen

- Heinkel He 111 (eigentlich ein mittelschwerer Bomber; Ausführung J-0, J-1, H-4, H-5 und H-6 waren jedoch Torpedobomber)
- Heinkel He 115
- Junkers Ju 88
- Lockheed P-3
- Mitsubishi G4M Hamaki
- Nakajima B5N Kankoh
- Savoia-Marchetti SM.79 Sparviero
- Short 184
- Vickers Vildebeest